# 老爺嶺隕石
老爺嶺隕石是在1947年墜落在蘇聯錫霍特阿蘭山脈（老爺嶺）的隕石，這批墜落隕石的總量是最近的歷史中最大的。

## 歷史

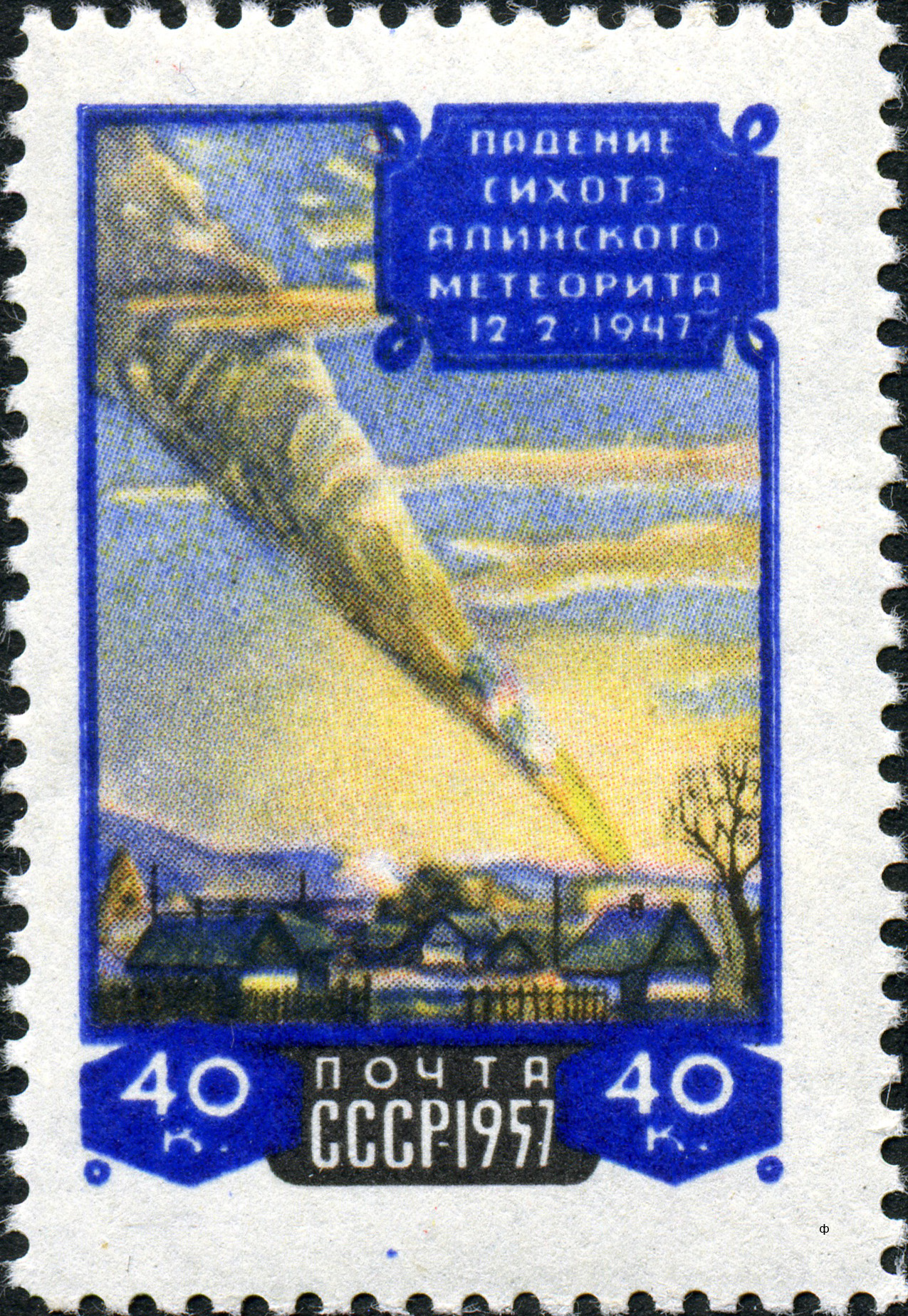
重現梅德韋傑夫（P. J. Medvedev）一幅版畫的十周年的郵票。

在1947年2月12日上午大約10:30之際，在蘇聯濱海的濱海邊疆區錫霍特阿蘭山脈（老爺嶺）的目擊者，看見一個比太陽還要明亮的火球出現在北方，並以41度的角度下墜。明亮的閃光和震耳欲聾的聲音在距離墜落點300公里的盧切戈爾斯克(Luchegorsk)和東北方440公里的海參威都感受得到。煙塵的尾巴估計長達32公里，並在天空中維持了數小時。
當這個隕石以每秒14公里的速度進入大氣層時，它開始碎裂。大約在5.6公里的高度上，最大的隕石發生劇烈的爆炸，並且這些碎片都一起墜落下來。
在1957年11月20日，蘇聯發行了一張郵票紀念老爺嶺流星雨的十周年，重現了俄羅斯藝術家梅德韋傑夫目擊流星雨墜落的版畫：她坐在窗口看見了這個流星的出現，並且立即將看見的景象做了素描。

## 軌道
因為這個隕石是在白天墜落的，因此有許多的目擊者觀測到。有些觀測資料獲得極高的評價，例如俄羅斯科學院的隕石委員會主席V. G. Fesenkov的觀測報告，被用來推測它在遭遇到地球之前的軌道。它的軌道是橢圓形的，它距離太陽最遠的位置類似其他許多穿越過地球軌道的小行星，位在小行星帶。這種軌道的小行星可能是在小行星帶內的碰撞創造出來的。

## 尺寸
老爺嶺烙下的質量很大，以整體的體積估計總質量大約在90吨以下。Krinov估計在大氣層中隕石損失的質量大約是70吨，而由Tsvetkov和其他人在最近完成的估計認為有100吨。
克里諾夫估計流星體墜落大氣層後質量剩約為23噸。

## 散播場
這批隕石的散播場大約覆蓋的面積大約是1.3平方公里的橢圓形，有些碎片造成了坑穴，最大的有6米深，直徑達到26米；有些隕石的碎片也嵌入了周圍的樹木內。

## 成分和分類
老爺嶺的隕石在分類上屬於鐵隕石，化學成分屬於IIAB群，和有著最粗糙的八面石構造。它的組成大約是93%鐵，5.9% 鎳，0.42% 鈷，0.46% 磷，0.28%硫，和微跡的鍺和銥。存在的礦物包括鎳紋石、合紋石、隕硫鐵、鉻鐵礦、錐紋石(隕鐵) 、和隕磷鐵鎳石。

## 標本
老爺嶺隕石的標本基本上有兩種類型：
1. 單獨的、拇指印紋或氣印標本：顯示熔融的外殼和大氣燒蝕的痕跡。
2. 霰彈片或碎片標本：銳利的邊緣顯示是在暴力下碎裂，殘缺不全的金屬碎片。

第一類可能是在下降初期碎裂的主要物件，這些碎片的特點是在每個標本的表面都有氣印（類似拇指按壓的痕跡）。第二類的碎片，要不是在大氣層爆炸的過程中被撕裂開來，或就是撞擊在冰凍的地上所受到的影響。大部分都可能是在5.6公里的海拔高度上爆炸的結果。
一個巨大的標本在莫斯科展示，其他許多的標本被俄羅斯科學院所持有，還有更多的小標本各自以自己的方式進入收藏家的市場上。

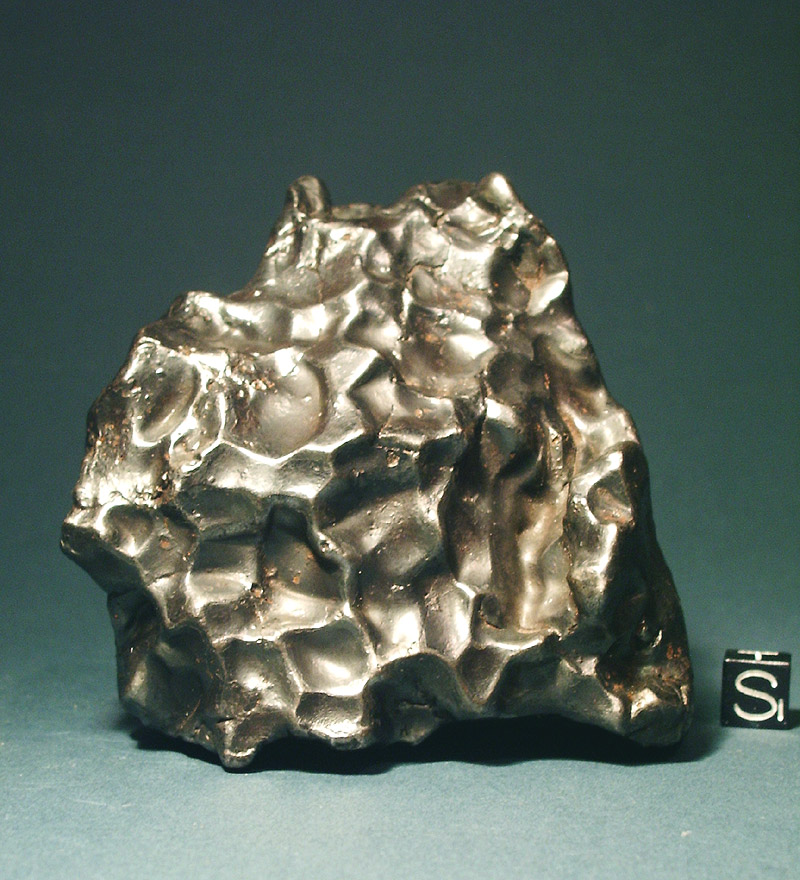
隕石表面有許多的氣印
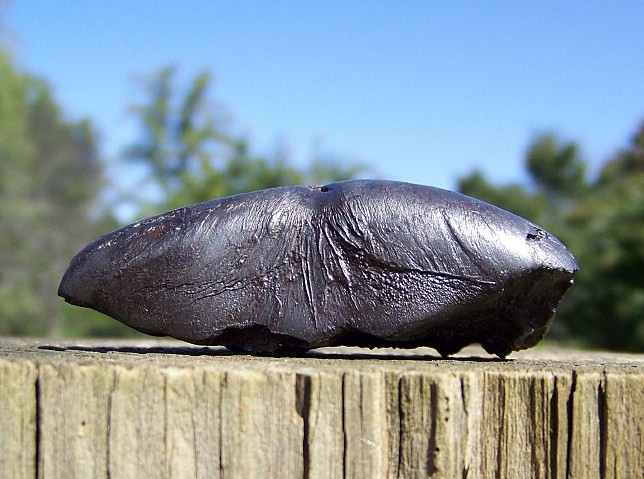
隕石的一個面向上的燒蝕痕跡
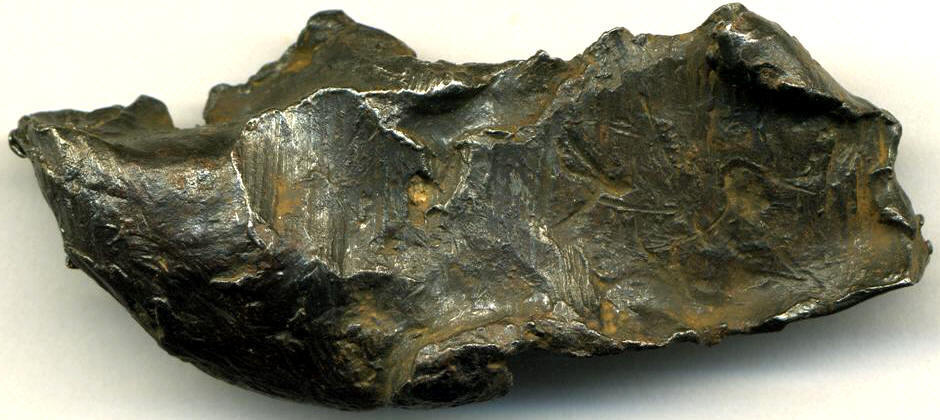
隕石碎片的一個標本

## 外部連結
- Fersman Mineralogical Museum, Russian Academy of Sciences - Moscow, Russia